# Präsidentschaftswahl in der Slowakei 2009
Die Präsidentschaftswahl in der Slowakei 2009 fand am 21. März (erste Runde) und 4. April (zweite Runde) 2009 statt. Es war die dritte Direktwahl des Präsidenten in der Slowakei.
Der amtierende Präsident Ivan Gašparovič besiegte die Oppositionskandidatin Iveta Radičová in beiden Runden und blieb bis 2014 im Amt.

## Kandidaten
Es traten sieben Kandidaten zur Wahl an. Die zwei aussichtsreichsten Kandidaten für das Amt waren der Amtsinhaber Ivan Gašparovič (unterstützt von den Regierungsparteien Smer und SNS) und die SDKÚ-DS-Abgeordnete Iveta Radičová (unterstützt durch die Oppositionsparteien SDKÚ-DS, SMK-MKP und KDH). Weitere Kandidaten waren Milan Melník (unterstützt durch die regierende HZDS) sowie die Vertreter außerparlamentarischer Parteien Zuzana Martináková (Freies Forum), František Mikloško (KDS) und Milan Sidor (KSS). Die ehemalige KSS-Abgeordnete von Dagmar Bollová trat als Unabhängige an.

## Wahlergebnis

### Erster Wahlgang
In der ersten Wahlrunde konnten nur Gašparovič und Radičová größere Unterstützung erreichen. Die anderen Kandidaten unterlagen. Radičová konnte sich die Großstädte Bratislava und Košice sowie die Gegend von Banská Bystrica und Teile der Südslowakei sichern. In der übrigen Slowakei dominierte Gašparovič.

### Zweiter Wahlgang
In der zweiten Wahlrunde unterlag Radičová mit ungefähr 10 % Rückstand dem amtierenden Präsidenten Gašparovič.  Radičová verlor die Gegend von Banská Bystrica. Sie behielt aber die Zustimmung der  Südslowakei mit Ausnahme des Wahlbezirkes Lučenec. Gašparovič siegte im Rest des Landes. Damit wird Gašparovič bis 2014 im Präsidentenamt bleiben.

### Gesamtergebnis
| Kandidaten                                           | Kandidaten         | Parteien                                                                         | 1. Wahlgang | 1. Wahlgang | 2. Wahlgang | 2. Wahlgang |
| Kandidaten                                           | Kandidaten         | Parteien                                                                         | Stimmen     | %           | Stimmen     | %           |
| ---------------------------------------------------- | ------------------ | -------------------------------------------------------------------------------- | ----------- | ----------- | ----------- | ----------- |
|                                                      | Ivan Gašparovič    | Hnutie za demokraciu (Smer – SNS)                                                | 876.061     | 46,7        | 1.234.787   | 55,5        |
|                                                      | Iveta Radičová     | Slovenská demokratická a kresťanská únia – Demokratická strana (MKP – KDH – OKS) | 713.735     | 38,1        | 988.808     | 44,5        |
|                                                      | František Mikloško | Konzervatívni demokrati Slovenska                                                | 101.573     | 5,4         |             |             |
|                                                      | Zuzana Martináková | Slobodné fórum                                                                   | 96.035      | 5,1         |             |             |
|                                                      | Milan Melník       | Ľudová strana – Hnutie za demokratické Slovensko                                 | 45.985      | 2,5         |             |             |
|                                                      | Dagmara Bollová    | Parteilos                                                                        | 21.378      | 1,1         |             |             |
|                                                      | Milan Sidor        | Komunistická strana Slovenska                                                    | 20.862      | 1,1         |             |             |
| Gesamt                                               | Gesamt             | Gesamt                                                                           | 1.875.629   | 100         | 2.223.595   | 100         |
|                                                      |                    |                                                                                  |             |             |             |             |
| Ungültige Stimmen                                    | Ungültige Stimmen  | Ungültige Stimmen                                                                | 17.040      | 0,9         | 17.767      | 0,8         |
| Wähler                                               | Wähler             | Wähler                                                                           | 1.892.669   | 43,6        | 2.241.362   | 51,7        |
| Wahlberechtigte                                      | Wahlberechtigte    | Wahlberechtigte                                                                  | 4.339.331   |             | 4.339.331   |             |
|                                                      |                    |                                                                                  |             |             |             |             |
| Quellen: Štatistický úrad, 1. Wahlgang – 2. Wahlgang |                    |                                                                                  |             |             |             |             |